# 雪伍德 (電視劇)
《雪伍德》（英語：Sherwood）是由戴安娜·曼森（Diana Manson）和梅根·勞頓（Megan Laughton） 製作的美國電腦動畫 科幻 網路電視連續劇，於2019年3月6日在YouTube Premium上首映 。 這是羅賓漢傳奇延伸出的新故事。一些評論家指出，關注重點是社會經濟階層，因為羅賓生活在「99％的已改善人口」之中，這些領先的叛亂分子將推翻警長，其居住在鼎城區，居住著「雪伍德的富有公民」。其他人也指出了關注階級差異的問題， 羅賓和她的同伙們試圖「克服不平等並爭取正義」。除此之外，其他人說該系列對它具有賽博朋克的感覺。
該節目於2019年3月在澳大利亞悉尼進行了全球首演。

## 前情提要
西元2270年，在反烏托邦的23世紀，14歲的駭客羅賓·羅克斯利（Robin Loxley）和她的朋友們在遭受環境災難的英國諾丁漢郡警長之戰中。 

## 演員和角色
- 安雅·夏洛特拉 （ Anya Chalotra）飾演羅賓· 羅克斯利     （ Robin Loxley）
- 泰勒·波西 （ Tyler Posey）飾演Iniko
- Aneurin Barnard飾演Gisbourne
- 鄭智麟 （ Jamie Chung）飾演Rose Trefgarne
- 瑞吉兒·豪斯 （ Rachel House）飾 Tui
- Adetokumboh M'Cormack作為抓手
- 約瑟夫·菲恩斯 飾諾丁漢警長
- Darrill Rosen飾演Thomas Loxley
- Neneh Conteh飾Juba

## 製作過程
該系列的源頭最初由紐約公司Baby Octopus的Diana Manson和Megan Laughton於2016年向Justin Trefgarne提出。 另外，根據Trefgarne所說，該節目的目標觀眾是10至13歲，並著重於「積極的女性賦權」。 製作公司Baby Octopus與Google的電腦科學媒體團隊合作，幫助他們想像「未來世界及其對設計，旅行，技術和社會的意義」，並激發「在未來的技術中，年輕女性崛起」的想法。   

## 集數
| 集數 | 標題                 | 導演         | 編劇                             | 首播日期     |
| --- | -------------------- | ------------ | -------------------------------- | ------------ |
| 1 | 未來的羅賓漢         | Bruce Carter | Justin Trefgarne                 | 2019年3月6日 |
| 在一個23世紀的水淹城中，一位名叫羅賓‧羅克斯利的14歲女子開始反叛，不斷尋找前進之路，當她戴起父親遺留的手套，一切變得不一樣。 |                      |              |                                  |              |
| 2 | 羅賓身窮志堅助人為本 | Bruce Carter | Justin Trefgarne & Robby Hoffman | 2019年3月6日 |
| 羅賓和她的同夥們有一個目標：保護重要的新營養來源免受諾丁漢和其同夥的傷害。                                                  |                      |              |                                  |              |
| 3 | 羅賓深海記           | Bruce Carter | Justin Trefgarne & Robby Hoffman | 2019年3月6日 |
| 被困在海底之後，羅賓和她的新朋友們瞭解過去發生在他們家園的真相。                                                            |                      |              |                                  |              |
| 4 | 羅賓比武             | Bruce Carter | Justin Trefgarne & Craig Martin  | 2019年3月6日 |
| 警長試圖誘使羅賓，舉行一場比武大賽。 她會變成誘餌還是不參加呢？                                                             |                      |              |                                  |              |
| 5 | 羅賓解密             | Bruce Carter | Justin Trefgarne                 | 2019年3月6日 |
| 邪惡勢力試圖毒害雪伍德含有的水資源。 羅賓和她的同夥們會怎麼做？                                                             |                      |              |                                  |              |
| 6 | 羅賓海底失蹤記       | Bruce Carter | Justin Trefgarne                 | 2019年3月6日 |
| 義尼口和羅賓一起努力修理滯留在海洋中的潛艇，然後魷魚機器人欲將其全部殺死。                                                  |                      |              |                                  |              |
| 7 | 羅賓兵臨城下         | Bruce Carter | Justin Trefgarne & Craig Martin  | 2019年3月6日 |
| 諾丁漢大膽地對居住在底城區的居民發動了大規模進攻，使所有人陷入危險之中。                                                    |                      |              |                                  |              |
| 8 | 羅賓與父親的邂逅     | Bruce Carter | Justin Trefgarne & Mike Lew      | 2019年3月6日 |
| 羅賓在有史以來第一次與父親面對面交談。 邪惡仍然存在，諾丁漢決心一勞永逸地消除她的威脅。                                     |                      |              |                                  |              |
| 9 | 羅賓養精蓄銳         | Bruce Carter | Justin Trefgarne & Craig Martin  | 2019年3月6日 |
| 在上一集中的襲擊事件發生後，漁海人試圖謀生。某人作為一個神秘人幫助他們，在羅賓和她的朋友們的意料之外。                      |                      |              |                                  |              |
| 10 | 羅賓風起雲湧         | Bruce Carter | Justin Trefgarne                 | 2019年3月6日 |
| 在吉思蹦造成自毀序列啟動並影響了鼎城之後，羅賓有了一個恐怖的發現：只有自己能阻止它。                                        |                      |              |                                  |              |

## 評價
媒體評論網站Common Sense Media為該節目評分三顆星，表示其主題較適合年齡層為青少年的觀眾。 Paste Magazine　的 Alexis Gunderson將其列為2019年YouTube Premium上13項最佳原創電視節目之一。  貢德森說，雖然它看起來與《星際大戰：複製人戰爭》相似 ，但它是原創作品，具有視覺層次的場景，並以令人難以置信的反烏托邦為背景，同時她表示讚賞它的優點，稱其為引人注目的家庭友好的動畫。

## 外部連結
- 互联网电影数据库（IMDb）上《雪伍德》的资料（英文）